# 北京广播电视台影视频道
北京广播电视台影视频道（BRTV-影视）全天24小时不间断播放精彩电视剧，意义全力打造北京百姓家庭电视剧频道，该频道凭借着原有影视频道剧场的品牌成熟度和一流的精品电视剧，备受企业青睐，是北京百姓的忠实朋友。

## 主要栏目
- 电影时间
- 情景剧